# Альфред Гарн
Альфред Гарн (нім. Alfred Garn; 16 грудня 1887, Ессен — 24 березня 1952, Гіссен) — німецький військовий ветеринар, доктор ветеринарії, генерал-лейтенант ветеринарної служби вермахту (1 липня 1942).

## Біографія
13 квітня 1908 року вступив в армію. Учасник Першої світової війни. Після демобілізації армії залишений в рейхсвері. З 1932 року — головний ветеринар 14-го піхотного полку, з 1 серпня 1938 року — 9-ї піхотної дивізії, з 1939 року — 9-го армійського корпусу, з 1 листопада 1940 року — 9-го військового округу. В 1943 році відправлений в резерв ОКГ. 29 лютого 1944 року звільнений у відставку.

## Нагороди
- Залізний хрест 2-го і 1-го класу
- Орден Церінгенського лева, лицарський хрест 2-го класу з мечами
- Почесний хрест ветерана війни з мечами
- Медаль «За вислугу років у Вермахті» 4-го, 3-го, 2-го і 1-го класу (25 років; 2 жовтня 1936) — отримав 4 нагороди одночасно.
- Медаль «У пам'ять 13 березня 1938 року»
- Медаль «За Атлантичний вал»
- Хрест Воєнних заслуг 2-го і 1-го класу з мечами